# Liste der Biografien/Ment
Liste der Biografien |
Portal Biografien |
Personensuche
# |
A |
B |
C |
D |
E |
F |
G |
H |
I |
J |
K |
L |
M |
N |
O |
P |
Q |
R |
S |
T |
U |
V |
W |
X |
Y |
Z |
?
 
Ma |
Mb |
Mc |
Md |
Me |
Mf |
Mg |
Mh |
Mi |
Mj |
Mk |
Ml |
Mm |
Mn |
Mo |
Mp |
Mq |
Mr |
Ms |
Mt |
Mu |
Mv |
Mw |
Mx |
My |
Mz
 
Mea–Mee |
Mef |
Meg |
Meh |
Mei |
Mej |
Mek |
Mel |
Mem |
Men |
Meo |
Mep |
Mer |
Mes |
Met |
Meu |
Mev |
Mew |
Mex |
Mey |
Mez
 
Mena |
Menc |
Mend |
Mene |
Menf |
Meng |
Menh |
Meni |
Menj |
Menk |
Menl |
Menn |
Meno |
Menr |
Mens |
Ment |
Menu |
Menv |
Menw |
Meny |
Menz
Die Liste der Biografien führt alle Personen auf, die in der deutschsprachigen Wikipedia einen Artikel haben. Dieses ist eine Teilliste mit 116 Einträgen von Personen, deren Namen mit den Buchstaben „Ment“ beginnt.

## Ment
- Ment, Eva, niederländische Gouverneursgattin
- Ment, Jo (1923–2002), deutscher Musiker
- Ment, John (* 1963), deutscher Radiomoderator

### Menta
- Mental Theo (* 1965), niederländischer Happy-Hardcore-DJ und ProduzentMental Theo (* 1965)

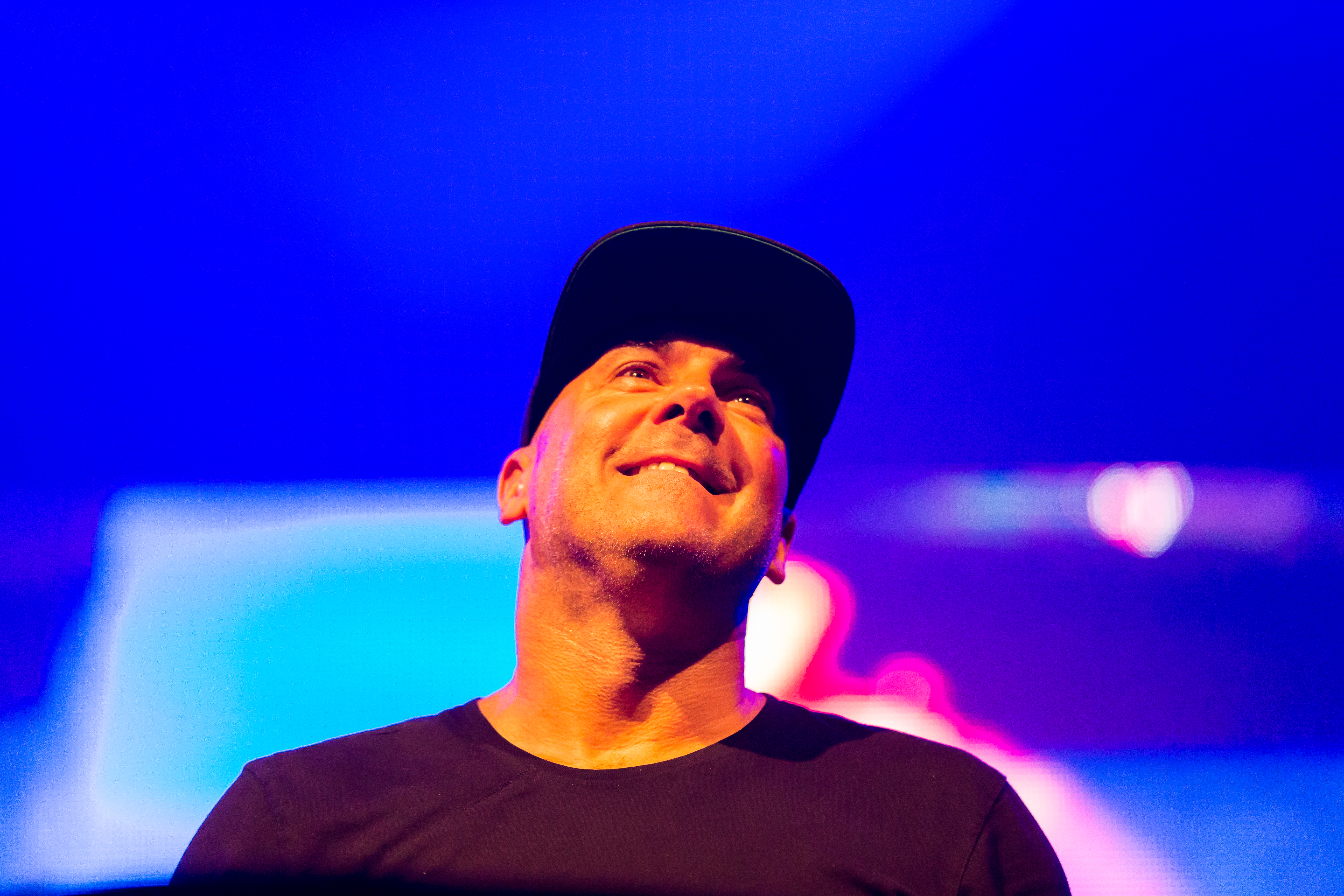
Mental Theo (* 1965)

- Mentana, Enrico (* 1955), italienischer Journalist und Moderator
- Mentana, María José (* 1961), argentinische Tangosängerin
- Mentari, Pitha Haningtyas (* 1999), indonesische Badmintonspielerin
- Mentasti, Alois (1887–1958), österreichischer Weinhauer und Politiker (SPÖ), Landtagsabgeordneter, Abgeordneter zum Nationalrat
- Mentasti, Guido (1897–1925), italienischer Motorradrennfahrer

### Mente
- Mente, Cord († 1574), deutscher Glocken- und Geschützgießer
- Mente, Dietrich (* 1583), deutscher Glocken-, Geschütz- und Bildgießer, Orgelbauer und Perlensticker sowie städtischer Büchsenmeister in Hildesheim
- Mente, Hinrik, deutscher Glocken- und Geschützgießer
- Mente, Otto (1871–1932), deutscher Fotograf, Hochschullehrer für Fotografie und Fotochemie, Redakteur von fotografischen Zeitschriften und Autor
- Menteith, John († 1323), schottischer Adliger und Militär
- Mentel, Christian Friedrich (1822–1897), deutscher Schneider, aktiv im Bund der Gerechten
- Mentel, Felizitas (* 1946), deutsche Künstlerin
- Mentel, Miroslav (* 1962), slowakischer Fußballspieler
- Mentelin, Johannes († 1478), deutscher Buchdrucker und Buchhändler
- Mentell, Justin (1982–2010), US-amerikanischer SchauspielerJustin Mentell (1982–2010)

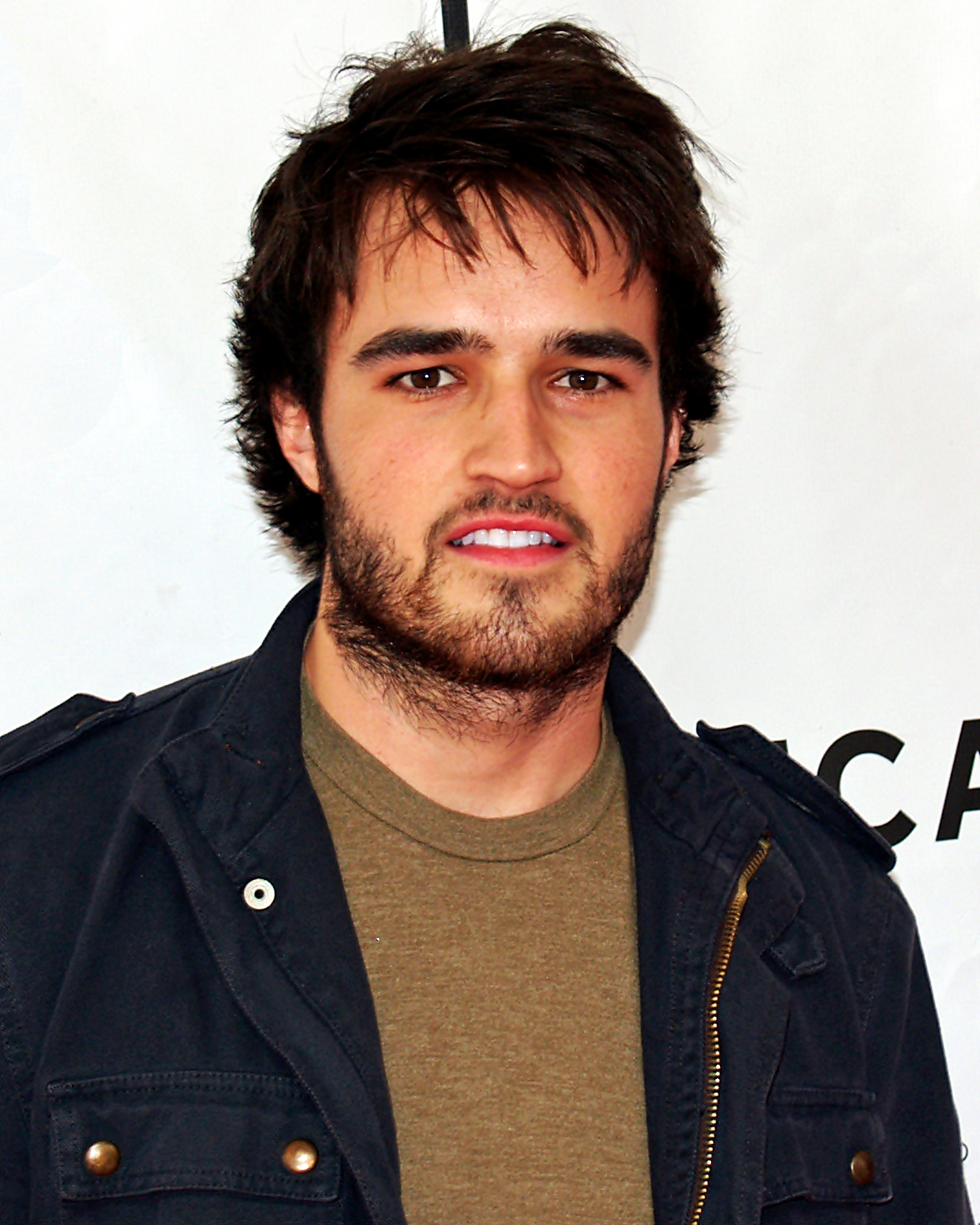
Justin Mentell (1982–2010)

- Mentelle, Edme (1730–1815), französischer Kartograph
- Menten, Hubert (1873–1964), niederländischer Bobfahrer
- Menten, Karl Martin (1957–2024), deutscher Radioastronom
- Menten, Maud (1879–1960), kanadische Medizinerin
- Menten, Milan (* 1996), belgischer Radrennfahrer
- Menten, Pieter (1899–1987), niederländischer Kaufmann, Kunsthändler und Kriegsverbrecher
- Menter, Joseph (1808–1856), deutscher Violoncellist und Musikpädagoge
- Menter, Leo (1892–1966), jüdischer deutscher Vortragskünstler und Publizist und in der DDR Kulturfunktionär
- Menter, Sophie (1846–1918), deutsche Pianistin
- Menteschaschwili, Surab (* 1980), georgischer Fußballspieler
- Menteşe, Nahit (1932–2024), türkischer Politiker
- Mentessi, Giuseppe (1857–1931), italienischer Maler

### Mentg
- Mentges, Rudolf Josef (1912–1964), deutscher Geistlicher

### Menth
- Menth, Anton (1939–2021), Schweizer Physiker und VRP der Schweizer Post
- Menth, Eduard (1885–1966), deutscher Politiker (DVP), MdL
- Menth, Jupp (* 1946), deutscher Karnevalist und Büttenredner
- Menth, Otto (1924–1979), deutscher Landwirt und Politiker (CSU), MdB
- Mentha, Dominique (* 1955), Schweizer Sänger, Theaterregisseur und Intendant
- Mentha, Luc (* 1952), Schweizer Politiker (SP)
- Menthe, Rosine Elisabeth (1663–1701), morganatische Ehefrau Herzog Rudolf Augusts von Braunschweig-Wolfenbüttel
- Menthon, François de (1900–1984), französischer Politiker (MRP), Mitglied der Nationalversammlung, MdEP, Jurist und französischer Hauptankläger beim Nürnberger Prozess 1945/46François de Menthon (1900–1984)

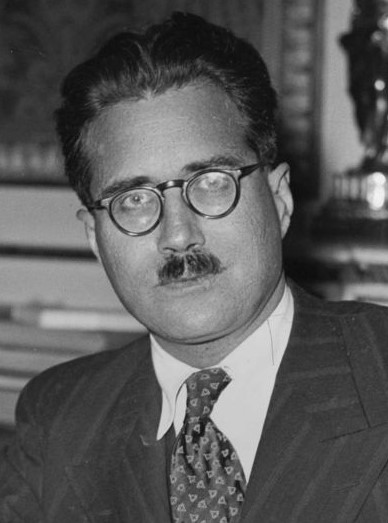
François de Menthon (1900–1984)

- Menthonay, Guillaume de († 1406), Bischof von Lausanne (1394–1406)

### Menti
- Menti, Romeo (1919–1949), italienischer Fußballspieler
- Mentil, Clara (* 2006), österreichische Nordische Kombiniererin
- Mentil, Hermann (1940–2020), österreichischer Kaufmann und Politiker (FPÖ), Abgeordneter zum Nationalrat
- Menting, Annette (* 1965), deutsche Architektin und Architekturhistorikerin
- Menting, Tom (* 1994), niederländischer Fußballspieler
- Mention-Schaar, Marie-Castille (* 1963), französische Regisseurin, Filmproduzentin, Drehbuchautorin und Journalistin
- Mentissa (* 1999), belgische Sängerin
- Mentitsch, Johann (1801–1851), österreichischer Gewerksdirektor und Politiker, Landtagsabgeordneter

### Mentl
- Mentlen, Carlo von (1830–1906), Schweizer Politiker

### Mento
- Mento, Gaius Iulius, römischer Konsul
- Mentor, antiker griechischer Künstler in klassischer Zeit
- Mentor von Rhodos († 340 v. Chr.), griechischer Söldner und Feldherr in persischen Diensten
- Mentor, José (1948–2020), brasilianischer Jurist und Politiker

### Mentr
- Mentrup, Frank (* 1964), deutscher Politiker (SPD), MdL, ArztFrank Mentrup (* 1964)

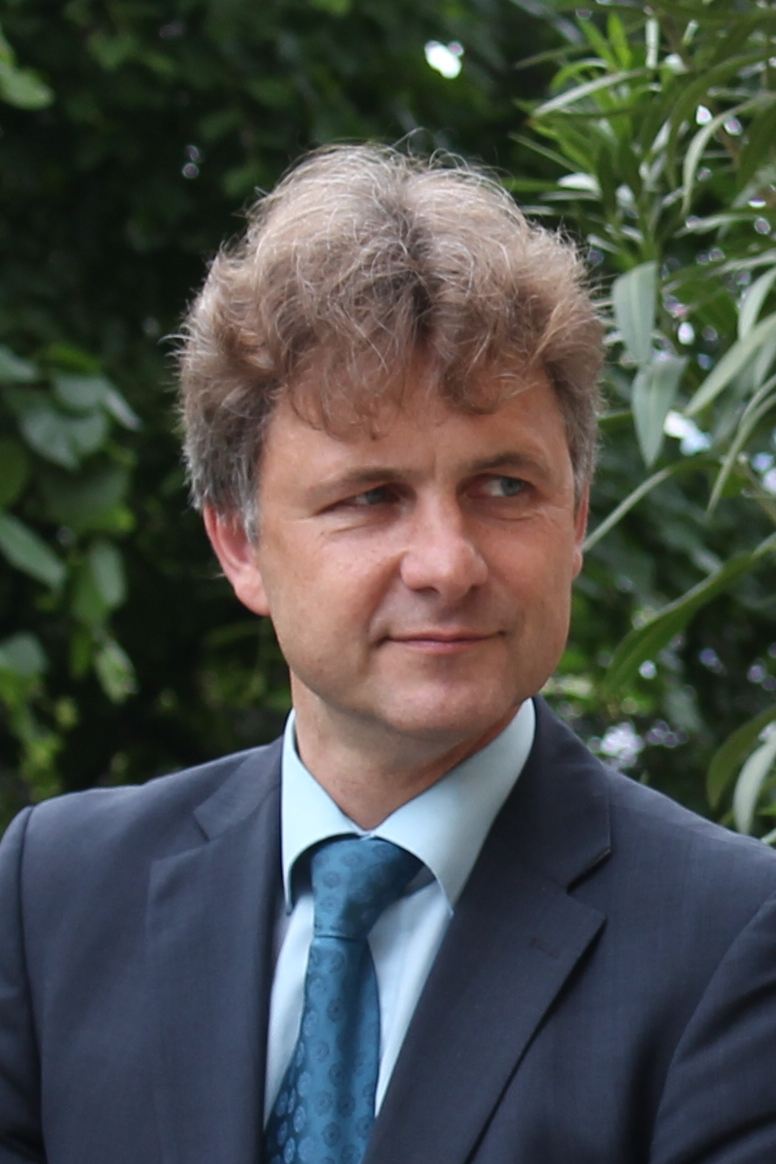
Frank Mentrup (* 1964)

- Mentrup, Horst (* 1952), deutscher Ministerialbeamter
- Mentrup, Mario (* 1965), deutscher Schauspieler
- Mentrup, Wilhelm (1877–1945), Verwaltungsinspektor
- Mentrup, Wolfgang (1935–2022), deutscher Germanist und Sprachwissenschaftler

### Mentu
- Mentuemsaf, altägyptischer König der Zweiten Zwischenzeit
- Mentuhirkopshef B, altägyptischer Prinz
- Mentuhotep, ägyptischer Wesir unter Taharqa
- Mentuhotep, altägyptischer Schatzmeister
- Mentuhotep, Gemahlin des Pharaos Djehuti
- Mentuhotep I., altägyptischer König der 11. Dynastie
- Mentuhotep II., altägyptischer König der 11. Dynastie
- Mentuhotep III., altägyptischer König
- Mentuhotep IV., altägyptischer König der 11. Dynastie
- Mentuhotepi, altägyptischer König der 17. Dynastie (oder 13. Dynastie)

### Mentz
- Mentz, Arthur (1882–1957), deutscher Lehrer und Stenograph
- Mentz, Christoph Friedrich (1765–1832), Politiker und oldenburgischer Regierungspräsident
- Mentz, Georg (1870–1943), deutscher Historiker
- Mentz, Julius (1845–1927), deutscher Domänenpächter und Politiker, MdR
- Mentz, Karl von (1853–1937), preußischer Generalleutnant
- Mentz, Otto (1885–1951), deutscher Politiker (Wirtschaftspartei, DNVP), MdL
- Mentz, Paul (* 1869), deutscher Psychologie und Philosoph
- Mentz, Walter (1875–1923), deutscher Schiffbauingenieur und Hochschullehrer
- Mentz, Willi (1904–1978), deutscher SS-Unterscharführer und verurteilter Kriegsverbrecher im Treblinka-Prozess
- Mentz-Kessel, Frida (1878–1969), deutsche Malerin und Grafikerin
- Mentze, Ludwig (1755–1822), deutscher Jurist und Ratsherr
- Mentze, Nikolaus Barward (1719–1766), Lübecker Kaufmann und Ratsherr
- Mentzel, Achim (1946–2016), deutscher Musiker und FernsehmoderatorAchim Mentzel (1946–2016)

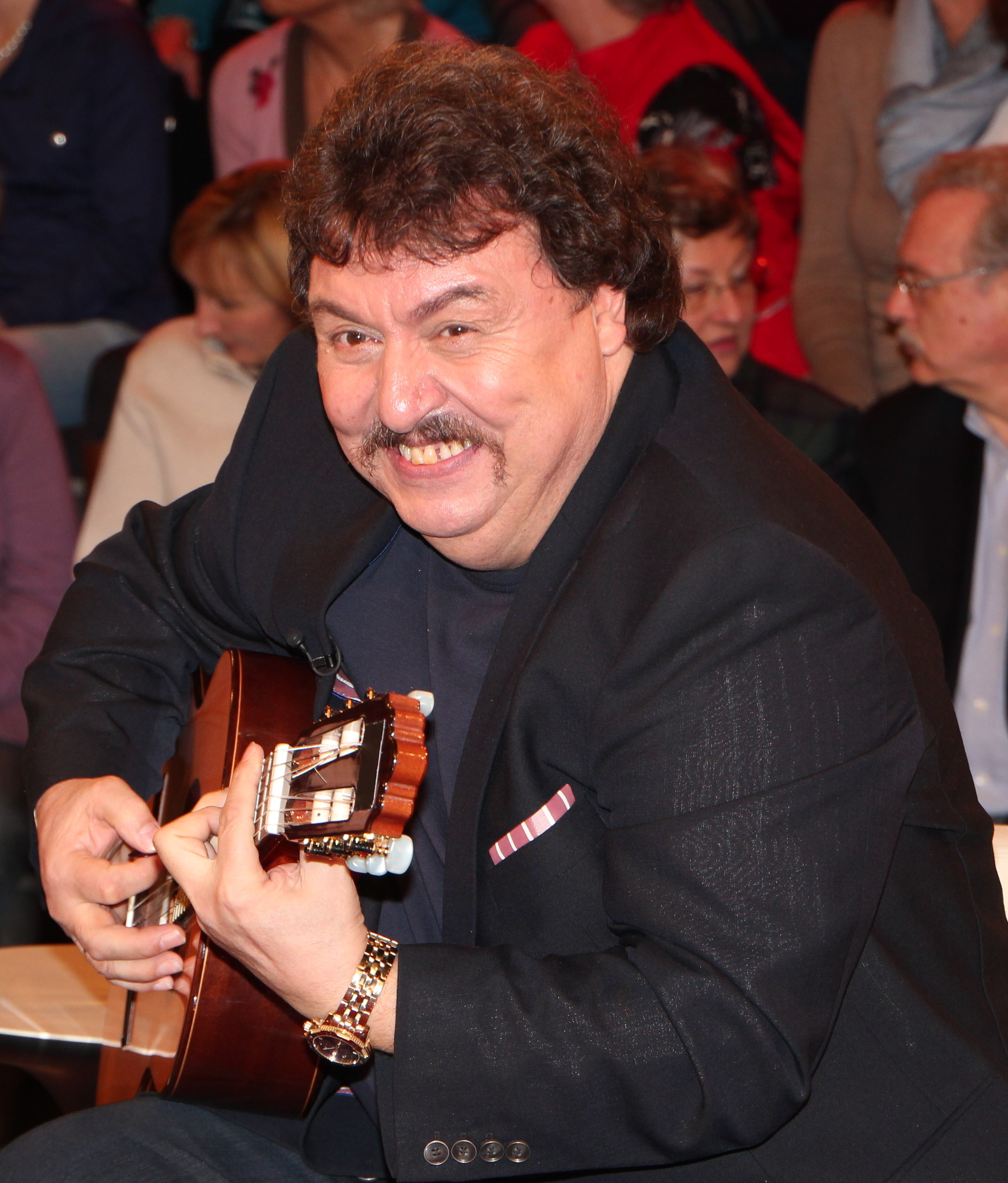
Achim Mentzel (1946–2016)

- Mentzel, Carl, deutscher Landschaftsmaler, Lithograf und Zeichenlehrer
- Mentzel, Christian (1622–1701), deutscher Arzt, Botaniker und Sinologe
- Mentzel, Christian (1667–1748), Kaufmann, Philanthrop und Besitzer mehrerer Gutshäuser
- Mentzel, Elisabeth (1847–1914), deutsche Schriftstellerin
- Mentzel, Ernst (1878–1960), deutscher Politiker (DNVP), MdR
- Mentzel, Franz (1864–1949), deutscher Jurist und Senatspräsident am Reichsgericht
- Mentzel, Friedrich (1893–1945), deutscher Ingenieur
- Mentzel, Günter (1936–2007), deutscher Streikführer beim Aufstand am 17. Juni 1953 in der DDR
- Mentzel, Hans-Joachim (* 1966), deutscher Arzt und Kinderradiologe
- Mentzel, Hans-Peter (* 1957), deutscher Fußballspieler
- Mentzel, Heinrich (1838–1901), deutscher Bergbeamter und Salzamtsdirektor der Saline Schönebeck
- Mentzel, Johann Christian (1661–1718), Leibarzt Friedrichs I. (Preußen) und Mitglied der Gelehrtenakademie „Leopoldina“
- Mentzel, Johann Georg († 1743), deutscher Kupferstecher
- Mentzel, Rudolf (1900–1987), deutscher Chemiker und WissenschaftsfunktionärRudolf Mentzel (1900–1987)

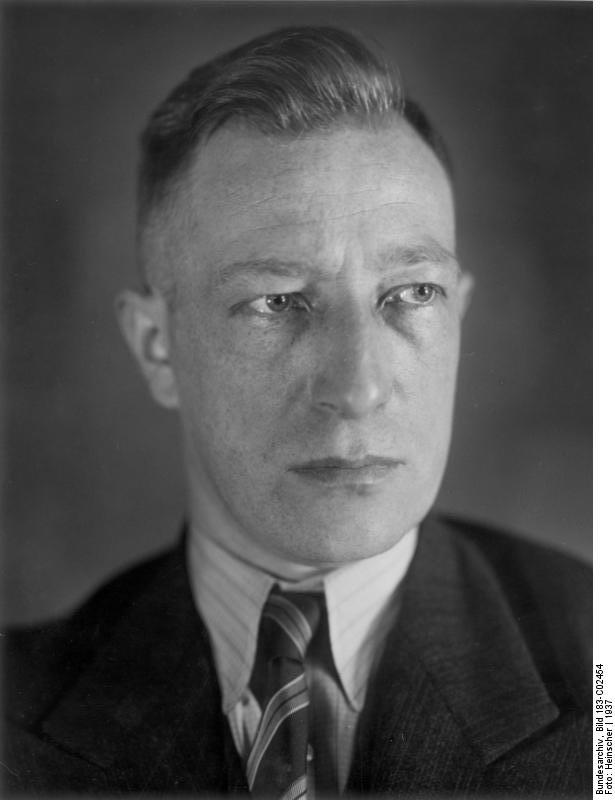
Rudolf Mentzel (1900–1987)

- Mentzel, Walter (1899–1978), deutscher Politiker (CDU), MdL
- Mentzel, Zbigniew (* 1951), polnischer Prosaschriftsteller, Essayist, Feuilletonist und Literaturkritiker
- Mentzel-Reuters, Arno (* 1959), deutscher Altgermanist, Bibliothekar, Archivar und Buchwissenschaftler
- Mentzelopoulos, Corinne (* 1953), französische Weinunternehmerin
- Mentzen, Sławomir (* 1986), polnischer PolitikerSławomir Mentzen (* 1986)

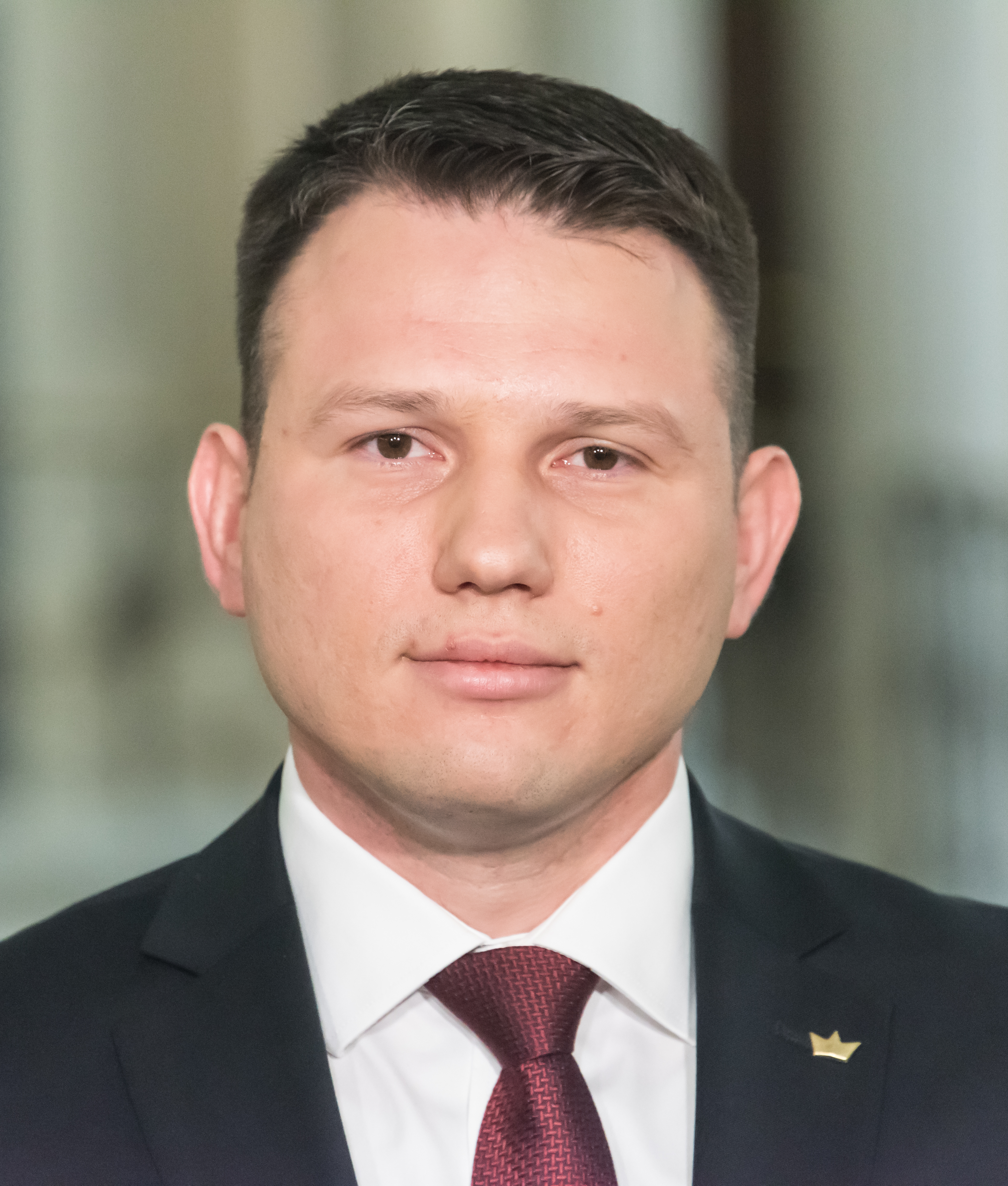
Sławomir Mentzen (* 1986)

- Mentzendorff, Anja (* 1982), deutsche Schauspielerin, Synchronsprecherin und Moderatorin
- Mentzendorff, August (1821–1901), deutschbaltischer Händler in Riga
- Mentzer, Balthasar der Ältere (1565–1627), deutscher lutherischer Theologe
- Mentzer, Balthasar der Jüngere (1614–1679), deutscher lutherischer Theologe
- Mentzer, Balthasar III (1651–1727), deutscher Mathematiker und Astronom
- Mentzer, Balthasar IV (1679–1741), deutscher evangelisch-lutherischer Theologe
- Mentzer, Johann (1658–1734), deutscher lutherischer Theologe und Kirchenlieddichter
- Mentzer, Mike (1951–2001), US-amerikanischer Bodybuilder
- Mentzer, Ray (1953–2001), US-amerikanischer Bodybuilder
- Mentzingen, Franz von (1932–2023), deutscher Diplomat
- Mentzingen, Friedrich von (1858–1922), deutscher Diplomat
- Mentzingen, Joseph von (1900–1974), deutscher Gutsbesitzer
- Mentzingen, Peter von (1854–1939), deutscher Politiker
- Mentzinger, Hans (* 1492), Schweizer Steinmetz und Baumeister
- Mentzos, Stavros (1930–2015), griechisch-deutscher Psychiater und Psychoanalytiker